# Dk Najibah Era Al-Sufri
Dk Najibah Eradah Pengiran Ahmad Mahdi Al-Sufri (20 de mayo de 1983), y es la primera Bruneiana en haber llegado al Polo Sur.

## Vida personal
Anteriormente profesora de matemáticas en la escuela secundaria, se convirtió en funcionario del gobierno en Ministerio de Relaciones Exteriores y Comercio de Brunéi. Está casada con Mohd Faierony Hazelin Haji Mat Jair.

## Logros
Ella y otras siete mujeres, cada una de una Mancomunidad de Naciones, fueron seleccionadas entre más de 800 candidatos para participar en la Expedición Antártica Kaspersky, que llegó al Polo Sur el 29 de diciembre de 2009.
Explicando su participación en la expedición, dijo: "Soy una apasionada de los temas ambientales y espero usar mi participación en la expedición para crear conciencia en Brunei del calentamiento global y el cambio climático".
Los medios de comunicación de Brunéi describieron su logro como "un día histórico para Brunei y un día trascendental para las mujeres de la Sultanía". Saiful Ibrahim, Vicepresidenta de la Asociación de Recreación de Aventura de Brunéi, la describió como "un icono para todos los Bruneianos, especialmente para las mujeres y nuestros jóvenes". Se ha dado a conocer en Brunéi como "la Chica Polar".